# Goiana (rivier)
De Goiana is een rivier in het Noordoosten van Brazilië. De rivier ontstaat als de Tracunhaém en de Capibaribe Mirim bij elkaar komen, 3 km ten westen van de plaats Goiana. In de delta van de Goiana bevinden zich dichte mangrovebossen.